# Хоробрий (фільм, 1997)
«Хоробрий» (англ. The Brave) — американський фільм 1997 року.

## Сюжет
Безробітний індіанець на ім'я Рафаель живе на смітнику разом з дітьми і дружиною. Маккарті — продюсер, який пропонує Рафаелю величезну суму грошей, щоб зіграв у його фільмі, де в нього будуть стріляти справжніми кулями. Маккарті дає йому кілька днів, щоб подумати над пропозицією.

## У ролях
| Актор                      | Роль            |
| -------------------------- | --------------- |
| Джонні Депп                | Рафаель         |
| Марлон Брандо              | Маккарті        |
| Маршалл Белл               | Ларрі           |
| Ельпідія Каррільйо         | Рита            |
| Фредерік Форрест           | Лу старший      |
| Кларенс Вільямс III        | отець Страттон  |
| Макс Перліх                | Лу молодший     |
| Луїс Гусман                | Луїс            |
| Коді Лайтнінг              | Френкі          |
| Ніколь Мансера             | Тереза          |
| Флойд «Ред Кроу» Вестермен | тато            |
| Пепе Серна                 | Алессандро      |
| Лупе Онтіверос             | Марія           |
| Алексіс Крус               | Гейман          |
| Чак Е. Вайсс               | Віззі           |
| Бак Голленд                | скаут           |
| Іггі Поп                   | людина, що їсть |

## Цікаві факти
- Фільм знятий на основі однойменної повісті Грегорі Макдональда.
- Марлон Брандо сам запропонував Джонні свою кандидатуру на роль Маккарті.
- У туалеті, де Рафаель ховає гроші, на стіні можна прочитати фразу: «Find them. Kill em. Fuck em. Eat them». Через деякий час Ларрі вимовляє її.
- Протягом усього фільму на стінах, парканах та інших поверхнях можна спостерігати загадкові малюнки: знаки питання з хрестами замість крапок, а також забавні пики. Більше того, один знак питання витатуйований на руці Рафаеля — це помітно в сцені розмови з сином ближче до кінця фільму.